# Заикин, Николай Иванович
Никола́й Ива́нович Заи́кин (20 сентября 1943, Пеньково — 3 декабря 2024, Орёл) — советский и российский балетмейстер, хореограф, педагог-популяризатор русского народного танца, общественный деятель. Заслуженный работник культуры РФ, награжден Орденом «Дружбы» (1999), Золотым знаком «Почетный работник ОГИК» (2023), медалью «За многолетнее наставничество» (2023), знаком отличия «За заслуги перед Орловской областью 2-й степени» (2023), лауреат премии Министерства культуры РФ «Душа России» (2003), премии правительства РФ «Душа России» (2009), лауреат Всероссийских и Международных фестивалей и конкурсов, профессор.

## Биография
Николай Иванович Заикин родился в 1943 году в деревне Пеньково Хотынецкого района Орловской области. Специальных школ и танцевальных коллективов в деревне не было, так что маленькому Коле (уже тогда Николаю Ивановичу) приходилось учиться танцу у взрослых. После окончания школы поступает в ремесленное училище города Оренбурга. Здесь он впервые выходит на сцену, параллельно занимается и в других танцевальных коллективах города. В это время наибольшее влияние на развитие и становление Николая как танцора оказывает Оренбургский хор профсоюзов.
Дальнейшая творческая судьба Николая Ивановича связана с Оренбургским культурно-просветительным училищем. Здесь началось профессиональное обучение танцу, которое осуществляли бывшие артисты профессиональных театров балета и хореографических ансамблей.
Закончив с отличием Оренбургское культурно-просветительное училище, поступает на кафедру хореографии в Московский государственный институт культуры. Его профессиональному росту способствовали творческие контакты с артистами Большого театра, солистами Государственного академического хореографического ансамбля Березка имени Н. С. Надеждиной, Государственного академического ансамбля народного танца имени Игоря Моисеева.
В 1972 г. окончил Московский государственный институт культуры по специальности «Режиссура балета», квалификация «Балетмейстер-педагог». После окончания института по приглашению директора Орловского культурно-просветительского училища Зелика Ароновича Бонкса, Николай Иванович приезжает в Орел. Вначале это была практика, а затем работа. Здесь у него начинается полноценная педагогическая деятельность.
Николай Иванович Заикин в 1972 году впервые появился в Орле как выпускник МГИКа, получивший направление Министерства культуры РСФСР на работу в Орловское культурно-просветительское училище, а затем перераспределение в Орловский филиал МГИКа (ныне Орловский государственный институт культуры), на должность преподавателя кафедры хореографии, прошел путь от рядового преподавателя до профессора: в ноябре 1975 г. переведен на должность старшего преподавателя кафедры хореографии. 11 ноября 1994 г. утвержден в должности доцента, в 2000 г. утвержден в должности профессора.
С 1981 по 2003 годы Н. И. Заикин возглавлял кафедру хореографии.
В институте вел лекционные и практические занятия по следующим предметам: «Русский народный танец», «Региональные особенности русского народного танца», «Композиция и постановка танца», «Мастерство хореографа», где он добивался гармоничного сочетания этих предметов, осуществлял руководство выпускными квалификационными работами и научно-исследовательскими работами обучающихся. Занятия, проводимые Николаем Ивановичем, проходили на высоком методическом и профессиональном уровне. Он умел войти в тесный творческий контакт с обучающимися, позволяющий раскрыться их индивидуальности.
Продолжая активно осуществлять педагогическую деятельность, Николай Иванович, не забывал о своих преемниках, молодых педагогах, которые пополняли педагогические ряды кафедры. Все они выпускники кафедры. При этом Николай Иванович выполнял свой главный постулат: «Учитель воспитай ученика, что бы было, у кого учиться».
Н. И. Заикин внес достойный вклад в развитие хореографического искусства нашей страны. Являясь ведущим специалистом в области русского танца, он регулярно проводил творческие лаборатории, семинары и мастер-классы по проблемам народного хореографического искусства России.
Н. И. Заикин активно сотрудничал с Государственным Российским Домом народного творчества имени В. Д. Поленова, являлся членом ассоциации народного творчества при ЮНЕСКО, академиком общероссийской танцевальной организации «танцевальный совет ЮНЕСКО в России», членом правления Международного Союза любителей хореографического искусства, членом Союза концертных деятелей России, лауреатом республиканских и международных фестивалей и конкурсов народного творчества.
Заикин Н.И отличался высокой организованностью и целеустремленностью, компетентностью и творческим подходом к решаемым задачам. Умел находить контакт с обучающимися, ответственно и профессионально относился к своей работе и профессии в целом. На протяжении 53 лет до конца своей жизни добросовестно вел педагогическую деятельность.
Скончался 3 декабря 2024 года на 82 году жизни. Похоронен 5 декабря 2024 года на Лужковском кладбище города Орла.

## Творчество
На кафедре хореографии Орловского государственного института культуры Н. И. Заикин организовал учебные студенческие хореографические ансамбли «Радуга» и «Возрождение», цель которых приобщение обучающихся к сценической практике и пропаганда русского танцевального фольклора различных областей России, а также образцов русского сценического танца. Ансамбли продолжают вести большую концертную деятельность и имеют дипломы различного достоинства.
Н. И. Заикин — инициатор и один из организаторов Всероссийского фестиваля русского народного танца «Храним наследие России» и научно-практических конференций, проводимых в рамках фестиваля под патронажем Министерства культуры Российской Федерации, Орловского областного управления культуры и архивного дела, ФГБОУ ВО «Орловский государственный институт культуры».
Н. И. Заикин провел множество мастер-классов в различных городах России, был председателем и членом жюри Всероссийских и международных конкурсов. Вел активную балетмейстерскую деятельность. Среди наиболее знаковых хореографических композиций можно выделить:
· Вокально-хореографическую композицию «Орловщина моя»
· Хореографическую сюиту «Россия родина моя»
· Хореографическую композицию «Барыня»
· Хореографическую композицию «Русская пляска»
· Танец курской Области «Колесо»
· Танец Дмитровского района «Горбуновские переборы»
· Хореографическую композицию «Камаринская»
· Русский народный танец «Калинка» и др.

## Научная деятельность
Профессор Н. И. Заикин, в соавторстве со своей супругой профессором Заикиной Н. А. и коллегами кафедры хореографии, издал учебное пособие «Русский народный танец». Вел активную научно-исследовательскую работу, являлся рецензентом научных и научно-методических работ. Под его руководством успешно функционировали научная лаборатория кафедры хореографии «Хореографическое искусство: современные тенденции в образовании» и творческая школа «Региональные особенности русского народного танца».[значимость факта?]

## Награды и звания
Заслуженный работник культуры РФ, награжден Орденом «Дружбы» (1999), Золотым знаком «Почетный работник ОГИК» (2023), медалью «За многолетнее наставничество» (2023), знаком отличия «За заслуги перед Орловской областью 2-й степени» (2023), лауреат премии Министерства культуры РФ «Душа России» (2003), премии правительства РФ «Душа России» (2009), лауреат Всероссийских и Международных фестивалей и конкурсов, профессор.

## Память
В память о Николае Ивановиче Заикине, решением вуза с 2026 года Всероссийский конкурс русского народного танца «Храним наследие России» будет носить его имя.[значимость факта?]